# Editar Adhiambo Ochieng
Editar Adhiambo Ochieng   (Pennsilvània, 1987) és una activista pels drets de les dones de Kenya i ajuda a les supervivents de violència sexual. L'any 2020, es va convertir en la primera guanyadora de el Premi Wangari Maathai a Kenya per la seva lluita contra l'expansió de la pandèmia de COVID-19 als barris marginals de Kibera.

## Biografia
Adhiambo Ochieng va néixer i créixer a Kibera, un dels barris marginals més grans de Nairobi. Va ser violada als 6 anys i violada en grup als 16. Ella assenyala aquestes experiències personals com a exemples de la violència sexual normalitzada contra les dones i fets que la van abans del seu activisme.
Adhiambo Ochieng dirigeix el Centre Feminista per a la Pau, els Drets Humans i la Justícia a Kibera, que va fundar ella mateixa. És una feminista interseccional i el seu objectiu és arribar a una societat que "permeti el ple desenvolupament, la seguretat, l'accés a la igualtat de drets, una justícia justa i l'autorealització de les dones joves". El seu centre té com a objectiu desenvolupar el lideratge entre les dones joves, servint de plataforma multigeneracional i espai on teixir xarxes de suport mutu, sobretot per aquelles que escapen de relacions abusives. Segons el govern de Kenya, el 45% de les dones d'entre 15 i 49 anys han patit algun tipus de violència. Molts casos no es denuncien, i pocs reben atenció mèdica o justícia. El Centre també proporciona productes sanitaris la dones vulnerables, dona suport a l'aplicació de la Resolució 1325 de Consell de Seguretat de les Nacions Unides que exigeix incloure dones en els plans de pau i seguretat i educa dones sobre els seus drets constitucionals.
Adhiambo Ochieng va ser una de les més de 56 persones detingudes durant una marxa el 7 de juliol de 2020 contra la brutalitat policial, després que la policia de Kenya hagués assassinat més de 100 persones fins a aquest moment l'any 2020.
Durant la pandèmia de COVID-19 va coordinar serveis porta a porta, donacions d'aliments i màscares reutilitzables per a supervivents de violència sexual i dones vulnerables a la comunitat, a més d'informar sobre la pandèmia a la gent local. Va ser panelista durant la discussió anual sobre els drets humans de les dones realitzada pel Consell de Drets Humans de l'ONU, sobre el tema del COVID-19 i els drets de les dones.
Es va presentar a les eleccions parcials de el 7 de novembre de 2019 per l'escó parlamentari de la Circumscripció electoral de Kibra pel partit Ukweli, obtenint 59 vots d'un total de 41.984 emesos.

## Reconeixements
L'any 2020 va guanyar el premi Wangari Maathai pels seus serveis comunitaris a Kibera durant la pandèmia de COVID-19, convertint-se en la primera dona guanyadora del premi.